# Bruzella
Bruzella is een plaats en voormalige gemeente in het Zwitserse kanton Ticino en maakt deel uit van het district Mendrisio.
Bruzella telt 188 inwoners.

## Geschiedenis
Bruzella fuseerde op 25 oktober 2009 met Cabbio, Caneggio, Morbio Superiore, Muggio en Sagno tot de gemeente Breggia.